# Himalayacalamus collaris
Himalayacalamus collaris là một loài thực vật có hoa trong họ Hòa thảo. Loài này được (T.P.Yi) Ohrnb. mô tả khoa học đầu tiên năm 1996.